# 鋰離子電池等效電路模型
鋰離子電池等效電路模型，常簡稱等效電路模型（equivalent circuit model）或ECM，是锂离子电池的集總電路模型。等效電路模型用電阻及电容等被動元件以及电压源組成的等效電路，來模擬鋰離子電池的端電壓特性。等效電路模型可以用在許多的領域，因為結構簡單、計算需求低、容易表現其電池特性，以及在結構上的靈活度，可以用在计算机模拟上。等效電路模型的特點也適合用在實時的电池管理系统（BMS）上，用來檢測電量狀態（SoC）、電池健康狀態（SoH）等資訊，也可以用在電池熱管理上。

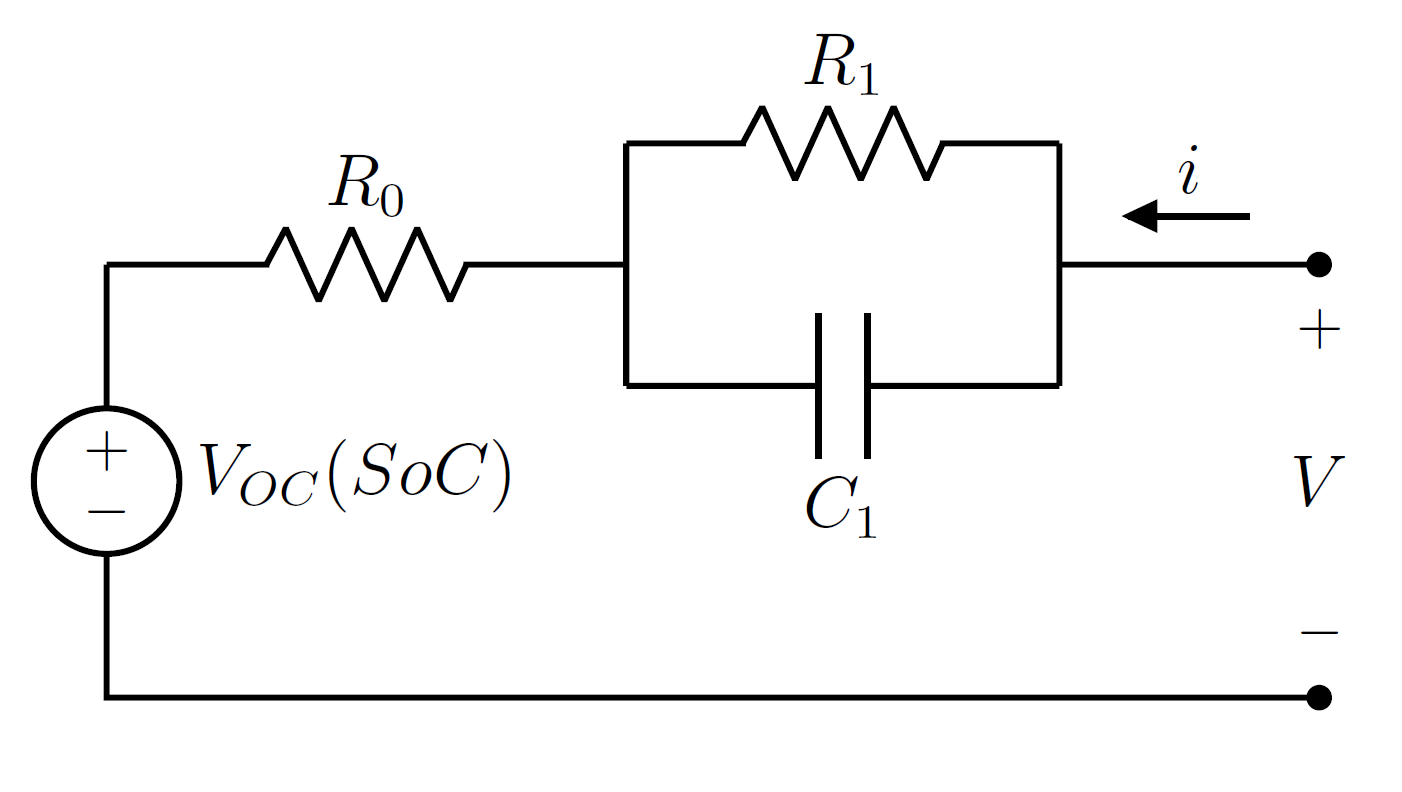
鋰離子電池的一階等效電路模型

## 模型結構
等效電路模型是用來模擬電池充電或是放電時，電池上對應的電壓。最常見的電路是由三個電件串聯組成：表示電池開路電壓（OCV）的可變電壓源、表示電池欧姆内阻的電阻、表示電池動態電壓降的RC電路。

### 開路電壓

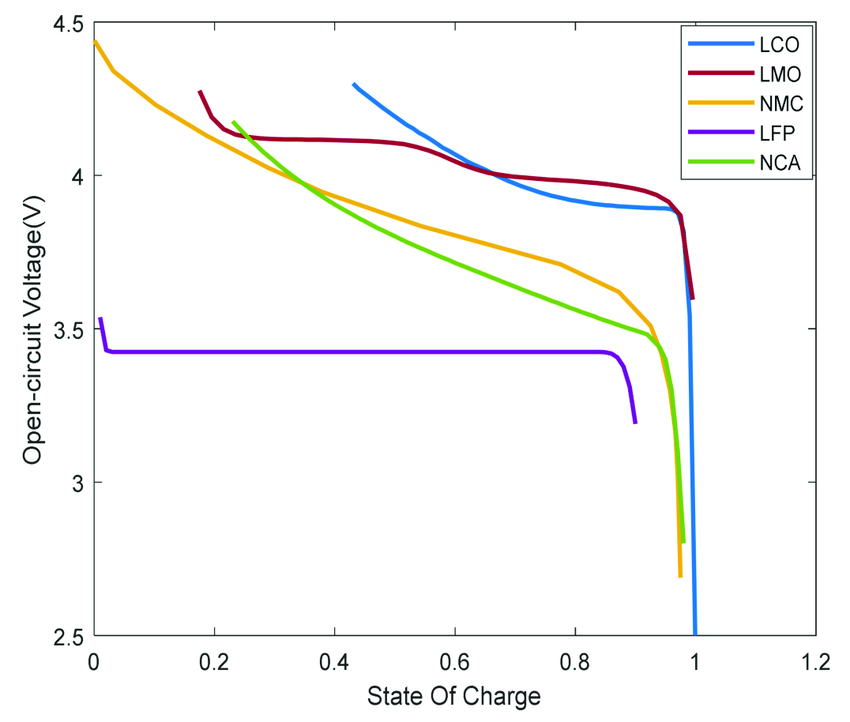
鋰離子電池不同陽極材料下的開路電壓

鋰離子電池的開路電壓是指在平衡條件（沒有負載電流，靜置很長一段時間之後）下量測的電壓。開路電壓是其電量狀態的遞減非線性函數，和電池陽極（多半是石墨）和陰極（LFP、NMC、NCA、LCO等）有關。開路電壓在等效電路中是由電荷產生電壓的元件，是電路中電壓的主要提供者，也是電池電量狀態最有效的指標。

### 內阻
內阻在電路中是以一個電阻來表示，用來表示電池因為歐姆效應產生的電壓降，其中包括电极的電阻率、电解质的電導率，以及接觸電阻（例如固態電解質介面 solid-electrolyte interface以及集電體的接觸電阻）。
內阻會受到許多因素所影響，例如：
- 溫度：在低溫時內阻會明顯上昇[16][14]，這也是鋰電池在低溫時效能較差的原因[17][18]。
- 電量狀態：內阻會受到電量狀態的影響，造成其值顯著變化[19]。特別是在低電量狀態（接近完全放電）以及滿電量狀態（接近完全充電）時，內阻會增加[19]。
- 電池老化：隨著鋰電池老化，其內阻會漸漸增加[14]。電阻增加的主因是因為固態電解質介面（solid-electrolyte interface，簡稱SEI）的產生，這是在陰極表面自然生成，有保護作用的固態物質，其成份是電解液成份衍生的化合物[20][21]。

### RC並聯電路
在模型中會加入一個或是多個RC並聯電路，模擬其動態的電壓變化。並聯電路的數量是建模時可以決定的：一般而言，RC電路越多，模型會越精準，但其識別流程的複雜度會增加，而且會增加運算上的負擔，而RC電路少，在計算上的負擔較少，較容易找到特微，但其動態電壓估測會較不精準。一般來說，最佳作法是使用一個或二個RC並聯電路。

## 模型方程式
等效電路模型可以用状态空间表示，以電流（{\textstyle i}）為輸入，電池電壓（{\textstyle V}）為輸出。考慮有數個RC並聯電路的通用等效電路模型{\textstyle N}。模型狀態（微分方程中隨時間變化的變數）是電量狀態（{\textstyle SoC}）以及各RC並聯電路上的電壓（{\textstyle V_{c,1},V_{c,2}\dots V_{c,N}}）。

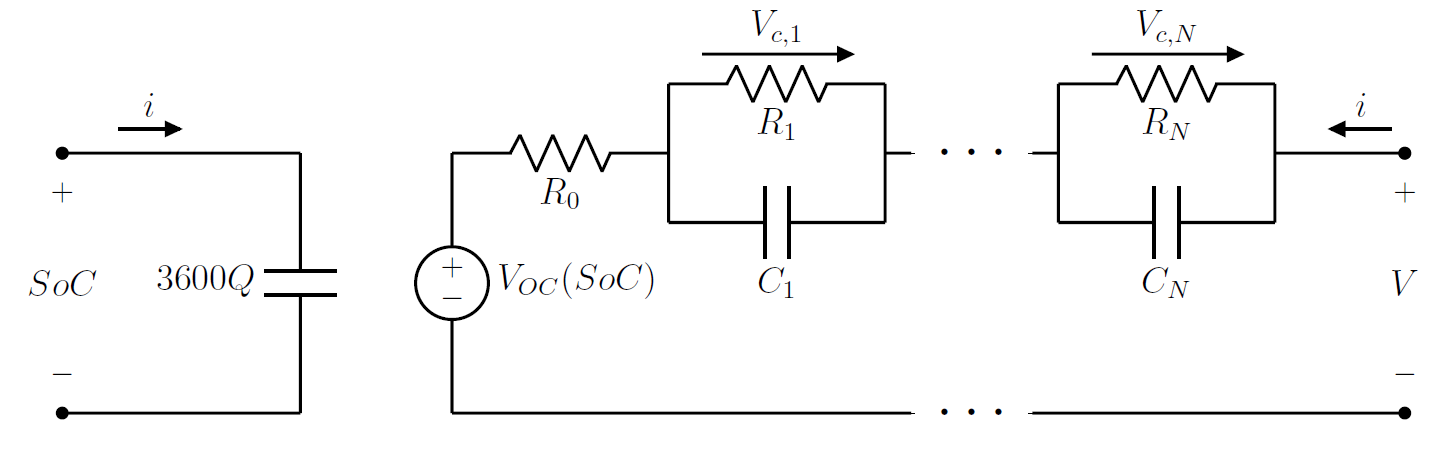
鋰離子電池任意階數的等效電路模型。左側：透過庫侖計數積分公式的電量狀態電路表示法。右側：電池電壓模擬

電量狀態一般會用對電池充電電流以及電池放電電流積分而得，此方法稱為庫侖計數（Coulomb Counting）：
{\displaystyle SoC(t)=SoC(t_{0})+\int _{t_{0}}^{t}{\dfrac {1}{3600Q}}i(t)dt}
其中{\textstyle Q}是電池額定容量（以安培小時表示）。每一個RC並聯電路上的電壓可以用以下方式模擬：
{\displaystyle {\dfrac {dV_{c,i}}{dt}}(t)=-{\dfrac {1}{R_{i}C_{i}}}V_{c,i}(t)+{\dfrac {1}{C_{i}}}i(t)}
其中{\textstyle R_{i}}和{\textstyle C_{i}}是極化電阻和電容。在知道開路電壓和電量狀態關係{\displaystyle V_{OC}(SoC)}，以及電池內阻{\displaystyle R_{0}}後，可以用以下方式計算電池端電壓：
{\displaystyle V(t)=V_{OC}(SoC(t))+R_{0}i(t)+\sum _{i=1}^{N}V_{c,i}(t)}

## 應用
以下是一些可以用到等效電池模型的應用：
- 電池管理系統的線上狀態估測：等效電池模型常用在預測電池內不可量測狀態（例如電量狀態、電池健康狀態），以模型為基礎的估測器。例如可以使用各種階數的等效電池模型，配合扩展卡尔曼滤波器（英语：Extended Kalman filter）（EKF）來進行電量狀態的線上估測[23]。
- 模擬以及系統設計：等效電池模型常用在電池組的設計階段[24]。模擬電池芯的電子負載分佈可以依容量和電壓來定義系統尺寸。而且等效電池模型也可以用來模擬電池產生的熱，以此設計電池冷卻系統[25]。

## 實驗識別的簡介
等效電路模型的實驗識別是另外對電池進行實驗，來識別未知的參數，特別是電池容量{\textstyle Q}，開路電壓曲線{\displaystyle V_{OC}(SoC)}、被動元件{\displaystyle R_{0}}、{\textstyle R_{i}}和{\textstyle C_{i}}。一般來說，識別會有幾個不同的步驟。

### 電池容量評估
電池容量{\textstyle Q}多半會透過定電流的完全放電來偵測。電池容量測試一般會從電池電壓上限{\displaystyle V_{max}}放到電池電壓下限{\displaystyle V_{min}}，以放電速率0.5C或1C的電流量進行放電（0.5C／1C是指在額定電量下，二小時/一小時可以從電池滿電將電完全放完），再將其完全充電（會依照定電流-定電壓的策略）。電池容量可以用下式計算：{\textstyle Q=\int _{t\mid _{V(t)=V_{max}}}^{t\mid _{V(t)=V_{min}}}{\dfrac {1}{3600}}i(t)dt}。

### 開路電壓特徵化
要找到開路電壓的特徵，主要會用以下兩種實驗方式：
1. 脈衝測試[11]：用連續電流脈衝，將電池完全放電/充電。每一次脈衝放電時會放掉電池一部份的電量，因此讓電池到新的{\textstyle SoC}點。在每次電流脈衝之後，電池會靜置數小時不充電也不放電，以便量測其開路電壓。最後會將記錄的[{\textstyle SoC}, {\displaystyle V_{OC}}]資料，用任意選定的函數（一般是多項式）進行曲線擬合，以找到{\displaystyle V_{OC}=f(SoC)}曲線。一般認為此方法快而且有效，但其結果準確性取決於實驗設計，以及要進行多久的實驗[11]。
2. 慢恆電流放電（Slow galvanostatic discharge）[11]：另一種評估電池開路電壓的方式，就是小的恆電流條件下充電或是放電。在小電流下，以下的近似成立：{\textstyle V=V_{OC}(SoC)+R_{0}i+\sum _{i=1}^{N}V_{c,i}\;{\underset {i\rightarrow 0}{\simeq }}\;V_{OC}(SoC)}。在此作法中，估測的精準度取決於所充電/放電電流有多小，而估測結果的好壞也取決於要花多久進行實驗[11]。

3.2Ah磷酸鋰鐵電池脈衝放電測試的實驗結果。從上到下分別是：脈衝電流波形；所得電壓；電壓響應的一些細節（開路電壓、歐姆壓降、RC暫態等）

### 動態響應特徵化
動態響應的參數，像是歐姆電阻{\displaystyle R_{0}}、RC電路相關參數{\textstyle R_{i}},{\textstyle C_{i}}多半可以用以下兩種方式來識別：
1. 時域識別[26][28]：提供指定的電流波形，分析電池電壓的波形，以此找到最合適的參數。例如，脈波測試可以提供以下的功能：在施加或移取電流的瞬間，可以量測其電壓變化，求得不同電量狀態下的{\displaystyle R_{0}}，而{\textstyle R_{i}} 和{\textstyle C_{i}}可以用電池電壓動態變化的資料進行最佳化來求得[26][28]
2. 頻域識別[29][30]：分析電池的频率响应來找到參數。為此會在電池中注入不同頻率的交流電壓（或電流）信號，再計算所得電流（或電壓）的振幅和相位。此分析稱為電化學交流阻抗法（英语：Electrochemical Impedance Spectroscopy）（EIS），需要專門的實驗室儀器，可以產生高可靠度的結果。EIS結果一般會用奈奎斯特圖來評估，可以識別出電池不同的阻抗成份（{\displaystyle R_{0}}、{\textstyle R_{i}}和{\textstyle C_{i}}）[29][30]。

## 外部連結
- Li-ion battery modeling through equivalent circuit models
- Equivalent circuit models for Li-ion cells
- Matlab tool for equivalent circuit models development
- Introduction to EIS methodology